# Xianzhe
Kejserliga Ädla Gemålen Xianzhe, född 1856, död 1932, var en kinesisk kejsargemål.  Hon var en av Tongzhi-kejsarens gemåler.

## Biografi
Xianzhe tillhörde en adlig Manchufamilj. År 1872 valdes hon ut att bli en av gemålerna till kejsaren inför hans myndighetsdag. Hon valdes inte till att bli kejsarinna, men var en av kejsarens näst högsta gemåler. Hon gynnades av sin svärmor, Änkekejsarinnan Cixi. Xianzhe blev änka 1875.
När Peking intogs under boxarupproret år 1900 flydde kejsaren och änkekejsarinnan och lämnade kvar de kejserliga haremskvinnorna i den förbjudna staden i Peking. Eftersom hon hade näst högst rang bland de kvarlämnade kvinnorna, och kvinnan med högst rang var sjuk, tog hon ansvaret för hushållet i den förbjudna stadens harem under ockupationen.
År 1908 placerades kejsar Puyi på tronen. Xianzhe beskrivs som dominant och viljestark. Hon kom inte överens med änkekejsarinnan Longyu, och när denna avled tog hon över positionen som barnkejsarens ställföreträdande mor och begärde även - dock utan framgång - att få titeln änkekejsarinna.
Monarkin avskaffades 1912. Exkejsaren tvingades lämna den förbjudna staden i november 1924, varpå hon likt resten av hovet, tvingades följa honom. 